# 1027
1027 (MXXVII) je bilo navadno leto, ki se je po julijanskem koledarju začelo na nedeljo.

## Dogodki
- 26. marec - Papež Janez XIX. okrona Konrada II. za rimsko-nemškega cesarja. Papež Janez XIX., ki je bil bolj posvetni voditelj in se za verska vprašanja ni zanimal, začne voditi cerkveno politiko po Konradovih navodilih.
- 14. maj - Henrik I. je v Reimsu okronan za kralja Francije.
- Bagarat IV. postane kralj Gruzije.
- Perzijski učenjak Ibn Sina napiše »Knjigo o zdravljenju« (Kitab Al-Shifa).

## Rojstva
- Ernest, avstrijski mejni grof († 1075)
- Svjatoslav II., kijevski veliki knez († 1076)

## Smrti
- Jurij I., gruzijski kralj